# محمد الرمضاني
محمد الرمضاني شاعر وصحفي من دولة الإمارات العربية المتحدة يكتب الشعر بنوعيه الفصيح والشعبي، له العديد من الكتابات من مقالات وقراءات نقدية، أسس سنة 2004 مع مجموعة من الأصدقاء مجلة «وجود» وقد أسس أيضا مع الشاعر والإعلامي خالد العيسى صحيفة هماليل أسبوعية تعنى بالثقافة والأدب الشعبي.